# فروشگاه پیتر جونز

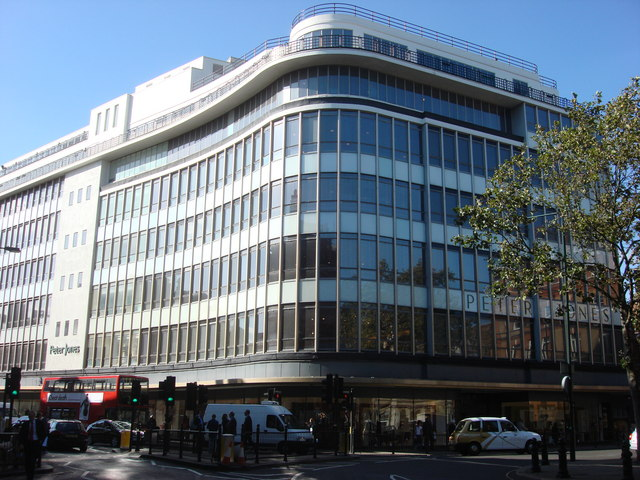
نمایی از ساختمان.

فروشگاه پیتر جونز (انگلیسی: Peter Jones) یک فروشگاه در لندن، انگلستان است.
این فروشگاه که توسط پیتر ریس جونز تأسیس شده هم‌اکنون در میدان اسلون، چلسی قرار دارد، ساختمان فعلی مابین سال‌های ۱۹۳۲ و ۱۹۳۶ ساخته شده‌است. فروشگاه پیتر جونز عرضه‌کننده محصولاتی همچون لوازم خانه و باغبانی، لوازم الکتریکی، لوام مردانه، زنانه و بچه‌گانه، لوازم آرایشی، اسباب‌بازی و ورزشی می‌باشد.